# Flaga Liechtensteinu
Flaga Liechtensteinu (niem. Flagge des Fürstentums Liechtenstein) – jeden z symboli narodowych Księstwa Liechtenstein. Aktualny wygląd flagi definiuje Ustawa o herbie, barwach, pieczęci i symbolach Księstwa Liechtensteinu z 1982 roku. 

## Wygląd, konstrukcja i wymiary
Flaga Liechtensteinu składa się z dwóch poziomych pasów w barwach narodowych Liechtensteinu – granatowy oraz czerwony. W kantonie zaś znajduje się złota korona książęca. Zgodnie z ustawą flaga może być wywieszana w formie sztandarów o proporcjach 3:5, ale dopuszczalne są też proporczyki oraz wywieszanie flagi w formie pionowej wstęgi.
Flaga Liechtensteinu posiada dwa specjalne warianty: rządowy, używany przez Rząd i Landtag; oraz książęcy, używany przez Księcia.
Sztandar rządowy nie posiada korony w kantonie, zamiast tego posiada herb Księstwa pośrodku. Sztandar książęcy posiada dodatkowo złote obramowanie.
Ponadto za symbol narodowy Liechtensteinu uznaje się również flagę rodziny książęcej Liechtensteinów, która składa się z dwóch pasów złotego i czerwonego. Ustawa, podobnie jak w przypadku podstawowego wariantu flagi, dopuszcza wywieszanie flagi rodziny książęcej w formie sztandaru, proporca, a także pionowej wstęgi.
Szerokość flagi: 5
Wysokość flagi: 3
Proporcja długości boków flagi Liechtensteinu - 3:5
Czyli na każde 5 równych odcinków szerokości przypadają 3 równe odcinki wysokości.
Barwy flagi: granatowy, czerwony oraz złoty.

### Barwy
| System | Granatowy | Czerwony  | Złoty      |
| ------ | --------- | --------- | ---------- |
| RGB    | 0-43-127  | 206-17-38 | 255-216-61 |
| HTML   | #002B7F   | #CE1126   | #FFD83D    |

## Symbolika[1]
Istnieją dwie teorie dotyczące symboliki barw flagi Liechtensteinu. Pierwsza z nich mówi, że kolor niebieski symbolizuje niebo, a czerwony ogień, zaś druga teoria mówi o tym, że niebieski odnosi się do meandrów Renu, a czerwony do flagi rodowej Liechtensteinów.

## Historia
Barwy flagi wywodzą się od liberii używanej w XVIII wieku, na dworze księcia Józefa Wacława. Flaga o dwóch pasach poziomych – niebieskim i czerwonym – została uznana za narodową w konstytucji z 5 października 1921, a 24 czerwca 1937 dodano koronę książęcą, aby odróżnić flagę Liechtensteinu od flagi Haiti. W 1982 zmieniono wizerunek korony.

Flaga Liechtensteinu 1719–1852
Flaga Liechtensteinu 1852–1921
Flaga Liechtensteinu 1921–1937
Flaga Liechtensteinu 1937–1982
Flaga od 1982